# Niche Syndrome
A Niche Syndrome (Niche シンドローム) a One Ok Rock japán rockegyüttes negyedik stúdióalbuma, mely 2010. június 9-én jelent meg. Hagyományos CD verzióban, valamint korlátozott számban CD+DVD verzióban jelent meg. A Kanzen Kankaku Dreamer című kislemezt 2010 februárjában adták ki róla.
A Wherever You Are című dal bár nem jelent meg hivatalos kislemezként, 4. helyezett volt a Billboard Japan Hot 100-on és 89 hétig szerepelt a slágerlistán. A dalt az NTT Docomo telefontársaság reklámjában használták fel. A Kanzen Kankaku Dreamer 40. helyen végzett a Billboard Japan Hot 100-ban és 18 hétig volt a slágerlistán.
Az album megjelenését egy Zepp-turné követte One Ok Rock „This Is My Own Judgement” Tour címmel 2010 júniusában és júliusában.

## Számlista
| Niche Syndrome – sztenderd változat | Niche Syndrome – sztenderd változat               | Niche Syndrome – sztenderd változat | Niche Syndrome – sztenderd változat | Niche Syndrome – sztenderd változat    | Niche Syndrome – sztenderd változat | Niche Syndrome – sztenderd változat | Niche Syndrome – sztenderd változat | Niche Syndrome – sztenderd változat | Niche Syndrome – sztenderd változat |
| #                                   | Cím                                               | Dalszöveg                           | Zene                                | Arrangement                            | Hossz                               |                                     |                                     |                                     |                                     |
| ----------------------------------- | ------------------------------------------------- | ----------------------------------- | ----------------------------------- | -------------------------------------- | ----------------------------------- | ----------------------------------- | ----------------------------------- | ----------------------------------- | ----------------------------------- |
| 1.                                  | Introduction (instrumentális)                     | -                                   | Taka                                | -                                      | 1:00                                |                                     |                                     |                                     |                                     |
| 2.                                  | Never Let This Go                                 | Taka                                | Taka                                | Taka Tóru Rjóta Tomoja Korenaga Kóicsi | 4:17                                |                                     |                                     |                                     |                                     |
| 3.                                  | Kanzen Kankaku Dreamer (完全感覚Dreamer ())       | Taka                                | Taka                                | Taka Tóru Rjóta Tomoja Akkin           | 4:12                                |                                     |                                     |                                     |                                     |
| 4.                                  | Konzacu Communication (混雑コミュニケーション ()) | Taka                                | Taka                                | Taka Tóru Rjóta Tomoja Akkin           | 3:19                                |                                     |                                     |                                     |                                     |
| 5.                                  | Yes I Am                                          | Tóru Taka                           | Tóru Taka                           | Taka Tóru Rjóta Tomoja Akkin           | 3:36                                |                                     |                                     |                                     |                                     |
| 6.                                  | Shake It Down                                     | Taka                                | Tóru Taka                           | Taka Tóru Rjóta Tomoja Akkin           | 3:13                                |                                     |                                     |                                     |                                     |
| 7.                                  | Dzsibun Rock (じぶんRock ())                      | Taka                                | Taka                                | Taka Tóru Rjóta Tomoja Akkin           | 3:47                                |                                     |                                     |                                     |                                     |
| 8.                                  | Liar                                              | Taka                                | Tóru Taka                           | Taka Tóru Rjóta Tomoja Korenaga        | 3:37                                |                                     |                                     |                                     |                                     |
| 9.                                  | Wherever You Are                                  | Taka                                | Taka                                | Taka Tóru Kohama Tomoja Korenaga       | 4:55                                |                                     |                                     |                                     |                                     |
| 10.                                 | Riot!!!                                           | Taka                                | Taka                                | Taka Tóru Rjóta Tomoja Korenaga        | 4:16                                |                                     |                                     |                                     |                                     |
| 11.                                 | Adult Suit (アダルトスーツ ())                    | Taka                                | Tóru Taka                           | Taka Tóru Rjóta Tomoja Akkin           | 4:11                                |                                     |                                     |                                     |                                     |
| 12.                                 | Mikanszei Kókjókjoku (未完成交響曲)               | Taka                                | Tóru Taka                           | Taka Tóru Rjóta Tomoja Akkin           | 3:28                                |                                     |                                     |                                     |                                     |
| 13.                                 | Nobody's Home                                     | Taka                                | Taka                                | Taka Tóru Rjóta Tomoja Hiraide Szatoru | 4:17                                |                                     |                                     |                                     |                                     |
| 48:08                               |                                                   |                                     |                                     |                                        |                                     |                                     |                                     |                                     |                                     |

| Niche Syndrome – Korlátozott első kiadás (bónusz dal) | Niche Syndrome – Korlátozott első kiadás (bónusz dal) | Niche Syndrome – Korlátozott első kiadás (bónusz dal) | Niche Syndrome – Korlátozott első kiadás (bónusz dal) | Niche Syndrome – Korlátozott első kiadás (bónusz dal) | Niche Syndrome – Korlátozott első kiadás (bónusz dal) | Niche Syndrome – Korlátozott első kiadás (bónusz dal) | Niche Syndrome – Korlátozott első kiadás (bónusz dal) | Niche Syndrome – Korlátozott első kiadás (bónusz dal) | Niche Syndrome – Korlátozott első kiadás (bónusz dal) |
| #                                                     | Cím                                                   | Arrangement                                           | Hossz                                                 |                                                       |                                                       |                                                       |                                                       |                                                       |                                                       |
| ----------------------------------------------------- | ----------------------------------------------------- | ----------------------------------------------------- | ----------------------------------------------------- | ----------------------------------------------------- | ----------------------------------------------------- | ----------------------------------------------------- | ----------------------------------------------------- | ----------------------------------------------------- | ----------------------------------------------------- |
| 13.                                                   | Nobody's Home (+ Attendance rejtett dal)              |                                                       | 9:14                                                  |                                                       |                                                       |                                                       |                                                       |                                                       |                                                       |
| 53:07                                                 |                                                       |                                                       |                                                       |                                                       |                                                       |                                                       |                                                       |                                                       |                                                       |

| 1. | Kanzen Kankaku Dreamer (videóklip)                             | Fukui Hideaki     | 4:20  |
| 2. | Dzsibun Rock (videóklip)                                       | Fukui Hideaki     | 3:54  |
| 3. | Liar (videóklip)                                               | Kakimoto Kenszaku | 3:49  |
| 4. | Dzsibun Rock (Ver.2: forgatásból kimaradt jelenetek)           |                   | ~3:52 |
| 5. | Kanzen Kankaku Dreamer (2009. 11. 26 élő fellépés, Zepp Tokyo) |                   | ~4:40 |

## Slágerlisták és minősítés
| Slágerlista (2010)               | Legmagasabb helyezés |
| -------------------------------- | -------------------- |
| Oricon japán albumlista          | 4                    |
| Billboard Japan japán albumlista | 3                    |

| Slágerlista (2016)               | Helyezés |
| -------------------------------- | -------- |
| Oricon japán albumlista          | 59       |
| Billboard Japan japán albumlista | 28       |

### Dalok
| Cím                                      | Év   | Legmagasabb helyezés | Legmagasabb helyezés |
| Cím                                      | Év   | JPN Oricon           | JPN Billboard        |
| ---------------------------------------- | ---- | -------------------- | -------------------- |
| Kanzen Kankaku Dreamer (完全感覚Dreamer) | 2010 | 9                    | 40                   |
| Wherever You Are                         | 2010 |                      | 4                    |

### Minősítés
| Régió                                                       | Minősítés | Eladott példányszám |
| ----------------------------------------------------------- | --------- | ------------------- |
| Japán (RIAJ)                                                | platina   | 250 000^            |
| ^ Kiszállítási példányszámok kizárólag a minősítés alapján. |           |                     |

## Közreműködők
One Ok Rock
- Moriucsi Takahiro   – ének
- Jamasita Tóru – gitár, háttérvokál
- Kohama Rjóta – basszusgitár
- Kanki Tomoja – dobok, ütősök

Gyártás
- Kodera Hideki – felvétel
- Hiraide Szatoru – felvétel, mixelés
- Satoshi Hosoi – felvétel, mixelés
- Miura Kenszuke – felvétel
- Ian Cooper –   maszterelés
- Nagasima Miki – segédhangmérnök
- Ivata Naoki – segédhangmérnök
- Ikava Hideaki – segédhangmérnök
- Teruucsi Norikacu – segédhangmérnök
- Hata Maszanori – segédhangmérnök
- Hattanda Rjóta – segédhangmérnök
- Baba Takesi – segédhangmérnök
- Minemori Kazutaka – hangszertechnikus
- Arimacu „Maszuo” Josiro – hangszertechnikus
- Kaneko Jukifumi – hangszertechnikus
- Meguro Kjóhei – hangszertechnikus

Design
- Kazuaki Szeki Kazuaki – művészeti rendező
- Siono Daicsi – designer

## Fordítás
Ez a szócikk részben vagy egészben  a   Niche Syndrome című angol Wikipédia-szócikk fordításán alapul.  Az eredeti cikk szerkesztőit annak laptörténete sorolja fel. Ez a jelzés csupán a megfogalmazás eredetét és a szerzői jogokat jelzi, nem szolgál a cikkben szereplő információk forrásmegjelöléseként.